# 3328 Інтерпозіта
3328 Інтерпозіта (3328 Interposita) — астероїд головного поясу, відкритий 21 серпня 1985 року.
Тіссеранів параметр щодо Юпітера — 3,209.